# Welcome Home (filme de 2018)
Welcome Home (Brasil: Privacidade Violada / Portugal: Um Desconhecido em Casa) é um filme de drama de suspense também conhecido como The Getaway e dirigido por George Ratliff, estrelado por Aaron Paul e Emily Ratajkowski como um casal tentando resolver seus problemas pessoais com uma viagem romântica para a Itália. Riccardo Scamarcio aparece como coadjuvante como Federico.
Em abril de 2017, Paul e Ratajkowski foram anunciados no elenco. O filme foi escrito por David Levinson, produzido por Allan Mandelbaum e Tim e Trevor White e dirigido por George Ratliff para Voltage Pictures. Em 7 de setembro de 2018, o filme foi criado para um vídeo sob demanda em 12 de novembro de 2018. O primeiro trailer do filme foi lançado em 4 de outubro de 2018.

## Sinopse
Bryan e Cassie são um casal que decide ficar em uma casa na Umbria. Eles estão tentando consertar seu relacionamento, depois que Cassie foi pega fazendo sexo bêbada com um colega de trabalho. Desde então, Bryan se tornou impotente. Cassie sai para correr, cai e machuca o tornozelo. Ela sinaliza para um caminhão que passa, e um italiano chamado Federico para e a ajuda. Ele dá a ela uma carona de volta e, em seguida, oferece uma carona para a cidade no dia seguinte. Eles concordam e passam um passeio estranho lá no dia seguinte. Bryan acusa Cassie de não ser capaz de ver como Federico a olha com luxúria; enojada, Cassie sai para voltar para casa. Bryan fica bêbado em um bar, Federico se junta a ele. Federico convida duas senhoras para ajudar Bryan a voltar para um hotel. Bryan e as duas mulheres acabam fazendo sexo. Bryan, devido a Federico drogar secretamente sua bebida no bar, não se lembra disso e pega um táxi para casa.
É mostrado que Federico tem câmeras secretas por toda a casa, e as está vigiando secretamente. Federico começa a aparecer quando Bryan não está por perto, e Bryan descobre que Federico não é seu vizinho, apesar de suas afirmações. Ele ameaça contar isso a Cassie, Federico o ameaça de volta, dizendo que ele vai contar a Cassie que ele dormiu com as duas mulheres enquanto estava bêbado. Bryan nega e acaba dizendo a Cassie que Federico não é quem ele diz ser e que não deve deixá-lo visitá-la. Cassie acha que Federico não passa de simpático, até que Federico cozinha ensopado de coelho para eles e diz a eles o quanto gosta de caçar.
Federico vê através de suas câmeras Bryan e Cassie se reconciliando e planejando fazer sexo; enojado, ele prende Bryan no porão e deixa um bilhete para Cassie colocar uma venda nos olhos. Cassie, pensando que o bilhete era de Bryan, obedece. Federico a beija e apalpa enquanto grava a si mesmo ao fazê-lo, e então, ao ouvir a fuga de Bryan, define um vídeo para reproduzi-lo. Ao mesmo tempo, ele deixa o telefone de Bryan perto de Cassie para que ela possa atender. Cassie vê um vídeo de Bryan e as duas mulheres fazendo sexo no hotel. Chateada, ela se veste e vai até Bryan, e eles brigam, cada um acusando o outro de infidelidade.
Cassie joga seu telefone em Bryan, ela erra e acerta um espelho, revelando uma câmera escondida. Eles percebem que Federico os está observando secretamente e entram em pânico. Federico, observando, vê que eles perceberam e se aproxima. Eles imploram para serem soltos, mas Federico ataca Bryan com uma faca. Eles lutam, e Cassie pega uma bengala e acerta Federico. Atordoado, ele cai e ela continua batendo nele até que ele morra. Bryan a impede e diz que ela será acusada de assassinato, mas ele a ajudará. Um carro para e Bryan diz a ela para limpar o sangue e ele esconderá o corpo.
O visitante acaba sendo Eduardo, o dono da casa que Bryan ligou antes para reclamar de Federico. Bryan diz a ele que está bem agora e Eduardo pede para dar uma olhada na casa. Eduardo vai verificar e Bryan e Cassie entram em pânico, imaginando o que fazer. Eles decidem se aproximar furtivamente de Eduardo e matá-lo também.
Enquanto isso, Eduardo vai checar os computadores de onde as câmeras estavam se alimentando, revelando-se cúmplice de Federico. Ele rebobina as fitas e vê Cassie matando Federico, e vai pedir a ela para confessar. Ela nega enquanto Bryan se esgueira. De repente, Eduardo se vira e aponta uma arma para Bryan, acusando-os de assassinato. Eles negam, e Cassie esfaqueia Eduardo. Ele cai e Bryan o acerta com uma bengala. Então ele pega a arma e atira em Eduardo.
Mais tarde, é mostrado Bryan e Cassie enterrando os corpos e, em seguida, Bryan descobrindo os computadores e retirando as câmeras. Ele não descobre todos eles, no entanto. Eles prometem um ao outro nunca contar a ninguém o que aconteceu. Então eles finalmente fazem sexo. O filme termina com pessoas os vendo pelas câmeras enterrando os corpos e ficando horrorizadas.

## Elenco
- Aaron Paul como Bryan Palmer
- Emily Ratajkowski como Cassie Ryerson
- Riccardo Scamarcio como Federico
- Katy Louise Saunders como Alessandra
- Alice Bellagamba como Isabella
- Francesco Acquaroli como Eduardo

## Recepção

### Bilheteria
Welcome Home não foi lançado nos cinemas norte-americanos e arrecadou $331.704 em lançamentos estrangeiros, mais $13.914 com vendas de vídeos caseiros.

### Recepção critica
No site Rotten Tomatoes, o filme tem um índice de aprovação de 11%, baseado em 9 opiniões, com uma classificação média de 3,14/10. O Metacritic relata uma pontuação normalizada de 38 de 100, com base em 4 críticos, indicando "avaliações geralmente desfavoráveis".